# Morro da Pedra Branca
O Morro da Pedra Branca é um morro com 490 metros de altitude, localizado na divisa das cidades de São José e Palhoça, em Santa Catarina. Pelo seu formato característico, visto de boa parte da Grande Florianópolis, o morro é marco geográfico e histórico da região, e é procurado por aventureiros.
A abertura do Caminho dos Tropeiros tornou a Pedra Branca conhecida, visto que ela marcava a chegada ao litoral pra quem descia a Serra Catarinense. O caminho entre Desterro, atual Florianópolis, e Lages, foi aberto em 1787. Mais tarde imigrantes açorianos ocuparam as proximidades dando origem aos bairros e comunidades atuais do Caminho Novo e São Sebastião, em Palhoça, e Pagará e Sertão do Maruim, em São José.

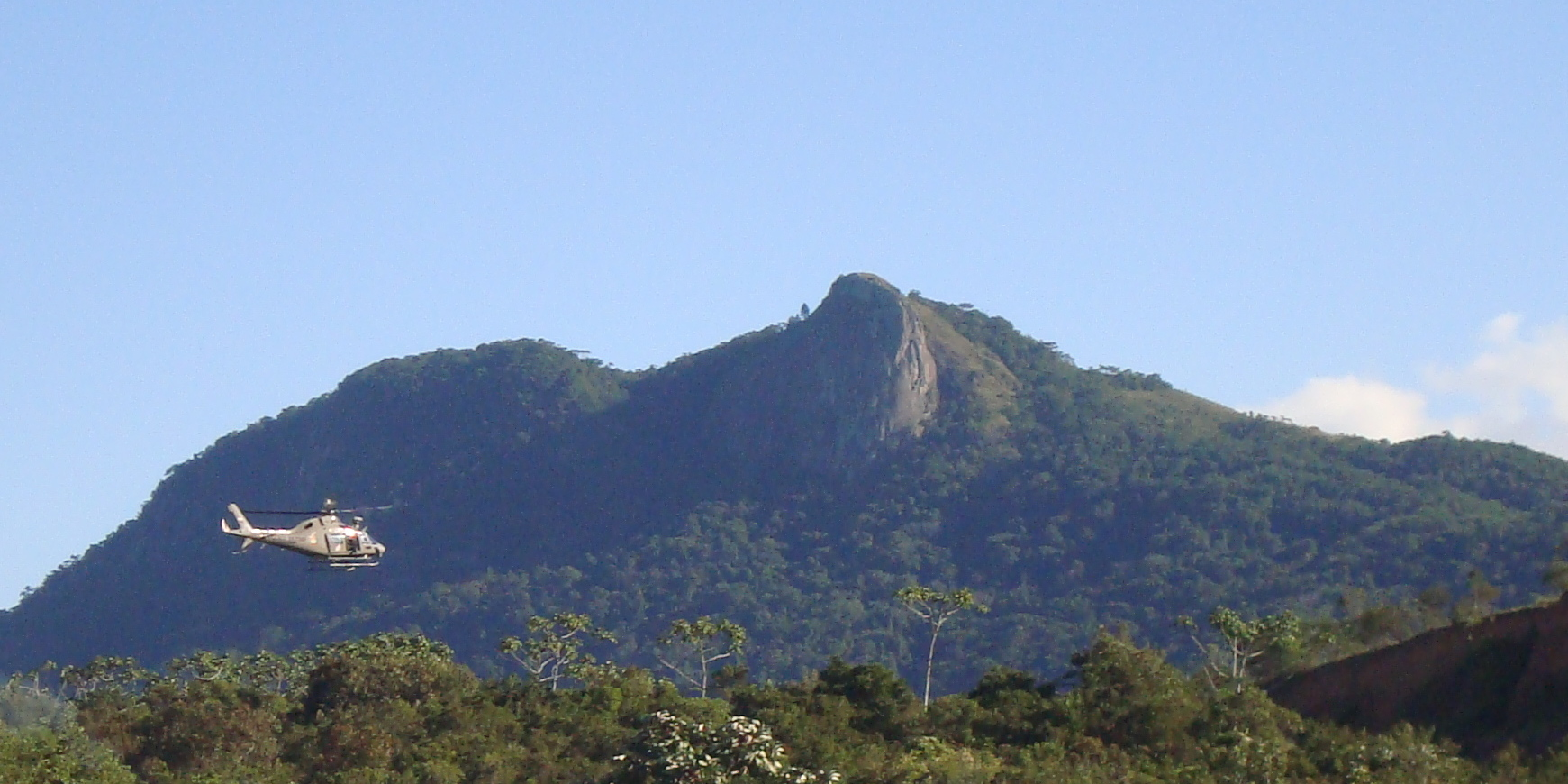
Morro da Pedra Branca visto de São José.

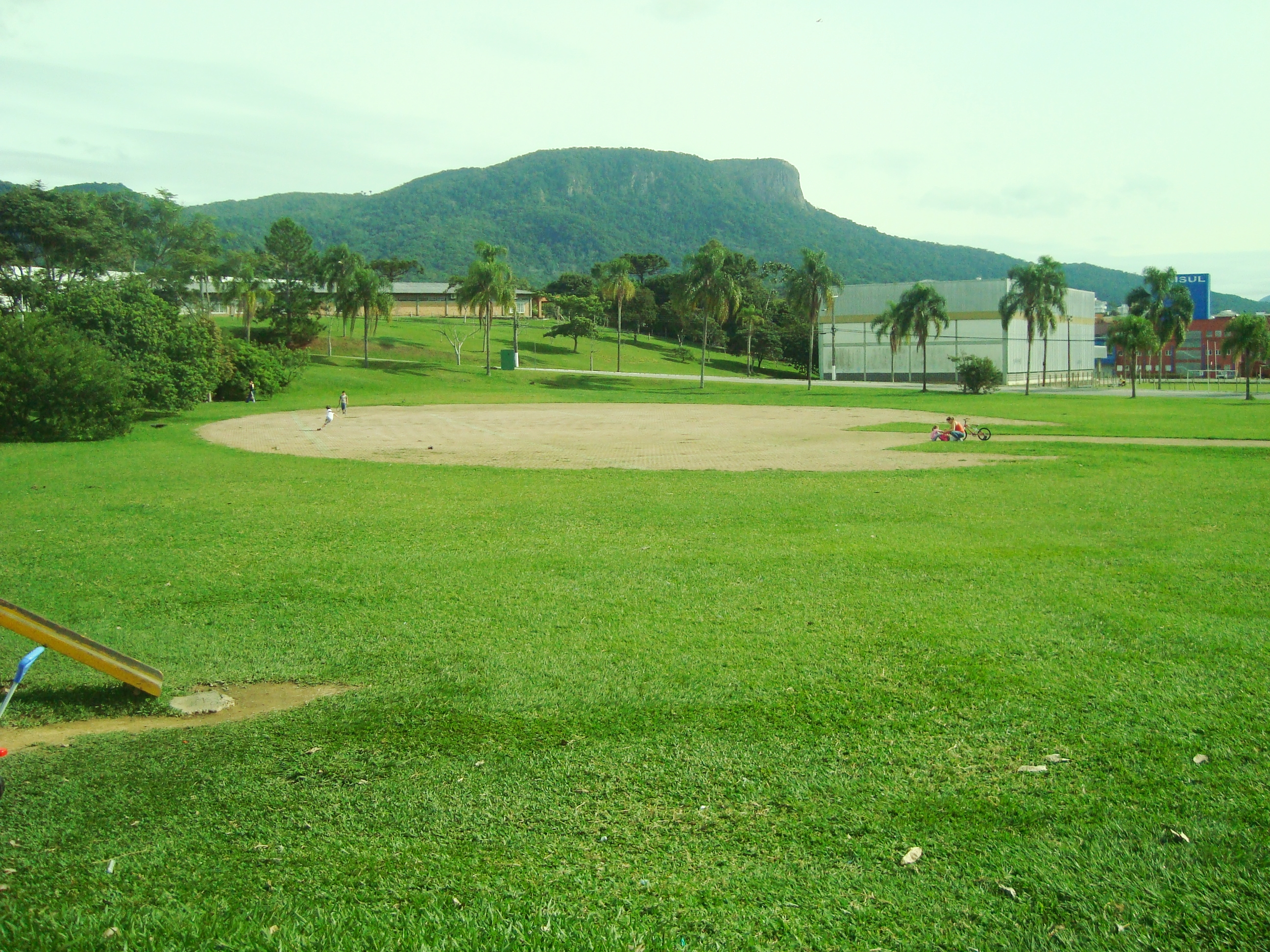
Morro da Pedra Branca visto do bairro Pedra Branca, na Palhoça.

A disputa entre as duas cidades pelo Morro da Pedra Branca terminou em 1999, quando o maciço foi incluído no território oficial josefense, apesar de parte do morro - que não inclui a pedra aparente e o cume - ficar na Palhoça. A parte da Pedra Branca que fica em São José é o ponto mais alto da cidade. O morro dá nome a numerosos estabelecimentos na região e ao bairro palhocense da Pedra Branca, vizinho ao morro.

## Vegetação e formação
Sua vegetação de Mata Atlântica é muito rica em bromélias, orquídeas, além de uma variedade de pássaros. No topo, há clareira de 500 metros quadrados cercada de palmiteiros, cedros, canelas e perobas. Cientistas estimam que o morro da Pedra Branca tenha cerca de 120 milhões de anos. Formado por rochas calcárias, a pedra aparente que dá nome ao morro tem cerca de 120 m².

## Trilhas
Os acessos mais conhecidos se dão através dos bairros Sertão do Maruim ou Colônia Santana, em São José, ou pela bairro Pedra Branca, na Palhoça. Na década de 1990, a Orionópolis realizava missas no topo do maciço, que atraiam jipeiros. Desde o fim destes eventos, as trilhas foi abandonadas, sendo usada ocasionalmente por aventureiros de moto, bicicleta ou a pé. A subida a pé leva de uma hora e meia a duas horas. Há também quem pratique rapel no paredão da pedra. A subida da trilha leva cerca de 2h. No topo é possível ver, além de São José e Palhoça, as cidades vizinhas de Santo Amaro da Imperatriz, Antônio Carlos, São Pedro de Alcântara e a capital Florianópolis, incluindo boa parte da Ilha de Santa Catarina.